# Gottlob Heinrich von Lindenau

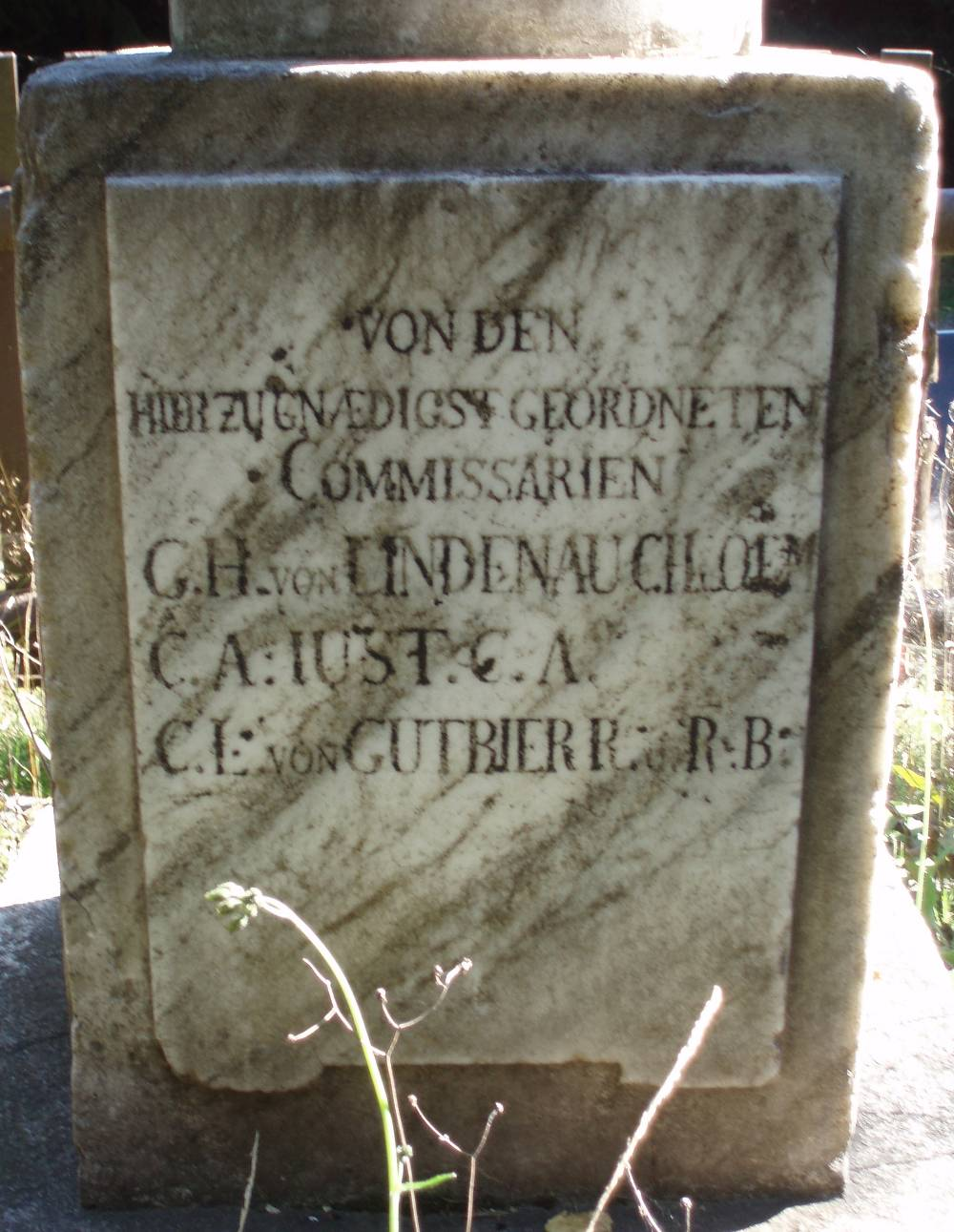
Die weiße Frau. Gedenkstein von 1794 mit dem Namen Lindenaus

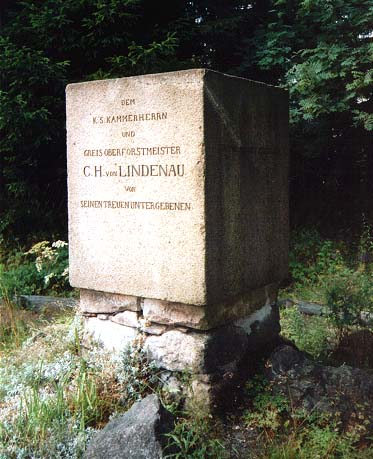
Gedenkstein auf dem Auersberg

Gottlob Heinrich von Lindenau (* 18. August 1755 in Altenburg; † 15. Juli 1830 in Neustädtel) war königlich-sächsischer Kammerherr, Kreisoberforstmeister und Rittergutsbesitzer zu Polenz bei Brandis.

## Leben
Lindenau war der jüngste Sohn von Johann George von Lindenau und wurde Besitzer des Rittergutes Polenz. Er trat 1776 in den Forstdienst und war zunächst kursächsischer Jagdpage zu Dresden und stieg dann bis zum königlich-sächsischen Kreisoberforstmeister auf. Zum 50-jährigen Dienstjubiläum 1826 errichteten ihm seine Untergebenen auf dem Auersberg einen Gedenkstein in Form eines Granitblockes. Seit 23. Februar 1780 war Lindenau Mitglied der Leipziger Freimaurerloge Minerva zu den drei Palmen in Leipzig.
Er heiratete am 12. April 1793 in Dresden die Gräfin Wilhelmine Charlotte Albertine von Einsiedel (* 20. November 1765; † 4. März 1821), Tochter des Ministers Detlev Carl von Einsiedel. Die Ehe blieb ohne männliche Erben, das Paar hatte aber eine Tochter Sidonie.
Lindenau war auch königlich-sächsischer Floßoberaufseher der „Wilzsch-, Mulden- und Schwarzwasserflößen“.
Sein Rittergut Polenz, das Gut Albernau und sein Stadthaus in Neustädtel vererbte Gottlob Heinrich von Lindenau seinem Schwiegersohn, dem sächsischen Major August Gottlieb von Petrikowsky, mit dem Wunsch, dass es weiterhin ein lindenau'sches Gut bleiben soll, worauf sich dieser forthin von Petrikowsky-Lindenau nannte. Dessen einzige Tochter Felicie von Petrikowsky-Lindenau (* 5. Oktober 1818) erbte den Besitz. Sie heiratete 1841 in Neustädtel den Oberforstmeister Johannes Oskar von Trebra, wodurch sich diese Familie mit königlicher Genehmigung ab 1854 von Trebra-Lindenau nannte.